# 斐迪南一世 (阿拉貢)
斐迪南一世（西班牙語：Fernando I，1380年11月27日—1416年4月2日，又譯費南多一世），亞拉岡國王兼西西里國王，1412年至1416年在位。斐迪南一世是卡斯提爾國王胡安一世與首任王后亞拉岡的萊昂諾爾的次子、卡斯提爾國王恩里克三世之弟弟。

## 生平
1380年11月27日，斐迪南出生於梅迪納德爾坎波。
1406年，當兄長恩里克三世逝世後，斐迪南拒絕繼承卡斯提爾王位，並與兄嫂蘭開斯特的凱瑟琳一同成為侄兒胡安二世的攝政，為他統治卡斯提爾王國。1410年，他與穆斯林格拉納達王國的戰爭中，他征服了安特克拉，並成為安特克拉勛爵。
1410年，斐迪南的母舅馬丁一世逝世後並沒有留下合法的子嗣繼承王位，亞拉岡的貴族遂於1412年在簽署卡斯佩妥協方案確立繼承權的準則並選出斐迪南成為亞拉岡國王，是為斐迪南一世。落選的烏赫爾伯爵海梅二世立即發動叛亂，斐迪南一世迅即將叛亂平定並於1413年將烏赫爾伯國撤去。
1416年2月19日，斐迪南一世將赫羅納親王作為王國繼承人的名號。
在斐迪南一世簡短的統治中最顯著的成就是他於1416年同意廢黜對立教宗本篤十三世，從而結束了羅馬天主教會將近四十年的大分裂。
他被埋葬在波夫萊特修道院的阿拉貢皇家神殿中的一座由他的兒子阿方索於1417年命令佩雷·奧勒建造的壯麗墳墓下。
意大利人文主義者洛倫佐·瓦拉為斐迪南一世寫了一本名為"Historiarum Ferdinandi regis Aragonum libri sex"的官方傳記。